# Cerodontha colombiensis
Cerodontha colombiensis är en tvåvingeart som beskrevs av Spencer 1984. Cerodontha colombiensis ingår i släktet Cerodontha och familjen minerarflugor.
Artens utbredningsområde är Colombia. Inga underarter finns listade i Catalogue of Life.